# Fujiwara no Tadamichi
Fujiwara no Tadamichi (藤原忠通 1097-1164?) fue un kuge (cortesano) que actuó de regente a finales de la era Heian. Fue hijo del regente Fujiwara no Tadazane y miembro del poderoso clan Fujiwara.

## Biografía
Ocupó la posición de kanpaku del Emperador Toba desde 1121 hasta 1123, luego como sesshō del Emperador Sutoku desde 1123 hasta 1129, luego como kanpaku del Emperador Sutoku desde 1129 hasta 1141, posteriormente como sesshō del Emperador Konoe desde 1141 hasta 1150 y finalmente como sesshō del Emperador Konoe y del Emperador Go-Shirakawa desde 1150 hasta 1158. En total asumió la regencia por 37 años continuos.
Durante la Rebelión Hōgen de 1156, él estuvo de parte del Emperador Go-Shirakawa.
| Predecesor: Fujiwara no Tadazane | Kanpaku 1121-1123 1129-1141 1150-1158 | Sucesor: Konoe Motozane |
| Predecesor: Fujiwara no Tadazane | Sesshō 1123-1129 1141-1150            | Sucesor: Konoe Motozane |

- Datos: Q1354407
- Multimedia: Fujiwara no Tadamichi / Q1354407